# Calto
Calto település Olaszországban, Veneto régióban, Rovigo megyében. Lakosainak száma 662 fő (2023. január 1.). Calto Castelmassa, Ceneselli, Salara és Sermide e Felonica községekkel határos.

## Népesség
A település népességének változása:
| Lakosok száma | 736  | 726  | 662  |
|               | 2017 | 2018 | 2023 |